# Crematorio – Im Fegefeuer der Korruption
Crematorio – Im Fegefeuer der Korruption (Originaltitel: Crematorio) ist eine spanische Fernsehserie, die ab dem 7. März 2011 beim spanischen Sender Canal+ 1 ausgestrahlt wurde und unter der Regie von Jorge Sánchez-Cabezudo entstanden ist. Sie basiert auf Rafael Chirbes’ Roman Krematorium. Sie erzählt die Geschichte des mächtigen Bauunternehmers Rubén Bertomeu und dessen zwielichtigen Machenschaften innerhalb und außerhalb der Familie.

## Handlung
Die Familie Bertomeu, welche seit Jahrzehnten über großes Reichtum verfügt und in Spanien ansässig sind gingen dabei nicht immer ehrlich vor. So besitzt das Familienoberhaupt Rúben Bertomeu (José Sancho) der ebenso Bauunternehmer ist über eine zwielichtige Laufbahn. Diese ist geprägt von Korruption, Drogen und Gewalt. Dabei ist er so Einflussreich, dass er selbst Leute bei der Polizei hat die in decken und den Rückenfreihalten. Rúben Bertomeu hat dabei das ganze Sagen über die Familie und das Unternehmen, was bei den restlichen Familienmitgliedern nicht positiv aufgenommen wird. Als sein jüngerer Bruder stirbt verschlimmert sich die Beziehung zwischen ihm und seinen Kindern. Als die russische Mafia davon mitbekommt mischen sich diese in die Geschäfte ein.

## Ausstrahlung
Die Erstausstrahlung der ersten Staffel war vom 7. März bis zum 25. April 2011 auf dem spanischen Pay-TV-Sender Canal+ 1 zu sehen. Die deutschsprachige Erstausstrahlung der ersten Staffel sendete der deutsche Bezahlfernsehsender Sky Atlantic HD vom 4. Februar bis zum 25. März 2013. Die Serie wurde nach der ersten Staffel eingestellt.

## Episodenliste
| Nr. | Deutscher Titel                                | Originaltitel                | Erstausstrahlung Spanien | Deutschsprachige Erstausstrahlung (D) | Regie                  | Drehbuch                                         |
| --- | ---------------------------------------------- | ---------------------------- | ------------------------ | ------------------------------------- | ---------------------- | ------------------------------------------------ |
| 1   | Kapitel 1 – Der ganze Frieden des Mittelmeeres | Toda la paz del mediterráneo | 7. März 2011             | 4. Feb. 2013                          | Jorge Sánchez-Cabezudo | Jorge Sánchez-Cabezudo, Alberto Sánchez Cabezudo |
| 2   | Kapitel 2 – El Barranco                        | El barranco                  | 14. März 2011            | 11. Feb. 2013                         | Jorge Sánchez-Cabezudo | Jorge Sánchez-Cabezudo, Alberto Sánchez Cabezudo |
| 3   | Kapitel 3 – Partnerwechsel                     | Cambio de pareja             | 21. März 2011            | 18. Feb. 2013                         | Jorge Sánchez-Cabezudo | Jorge Sánchez-Cabezudo, Agustín Martínez         |
| 4   | Kapitel 4 – Das schwarze Schaf                 | La oveja negra               | 28. März 2011            | 25. Feb. 2013                         | Jorge Sánchez-Cabezudo | Jorge Sánchez-Cabezudo, Alberto Sánchez Cabezudo |
| 5   | Kapitel 5 – Zeit, an sich zu denken            | Día de pesca                 | 4. Apr. 2011             | 4. März 2013                          | Jorge Sánchez-Cabezudo | Jorge Sánchez-Cabezudo, Alberto Sánchez Cabezudo |
| 6   | Kapitel 6 – Manhattan                          | Manhattan                    | 11. Apr. 2011            | 11. März 2013                         | Jorge Sánchez-Cabezudo | Jorge Sánchez-Cabezudo, Alberto Sánchez Cabezudo |
| 7   | Kapitel 7 – Der General                        | El General                   | 18. Apr. 2011            | 18. März 2013                         | Jorge Sánchez-Cabezudo | Jorge Sánchez-Cabezudo, Alberto Sánchez Cabezudo |
| 8   | Kapitel 8 – Hinterlassen werden wir nichts     | No dejamos nada              | 25. Apr. 2011            | 25. März 2013                         | Jorge Sánchez-Cabezudo | Jorge Sánchez-Cabezudo, Alberto Sánchez Cabezudo |